# اعزيز أولاد عزوز (السوالم)
اعزيز أولاد عزوز هو دُوَّار يقع بجماعة امنيع، إقليم سطات، جهة الدار البيضاء سطات في المملكة المغربية. ينتمي الدوّار لمشيخة السوالم التي تضم 13 دوار. يقدر عدد سكانه بـ 158 نسمة حسب الإحصاء الرسمي للسكان والسكنى لسنة 2004.

## روابط خارجية
- البوابة الوطنية للجماعات الترابية
- المندوبية السامية للتخطيط